# Blue Lagoon (zwembad)

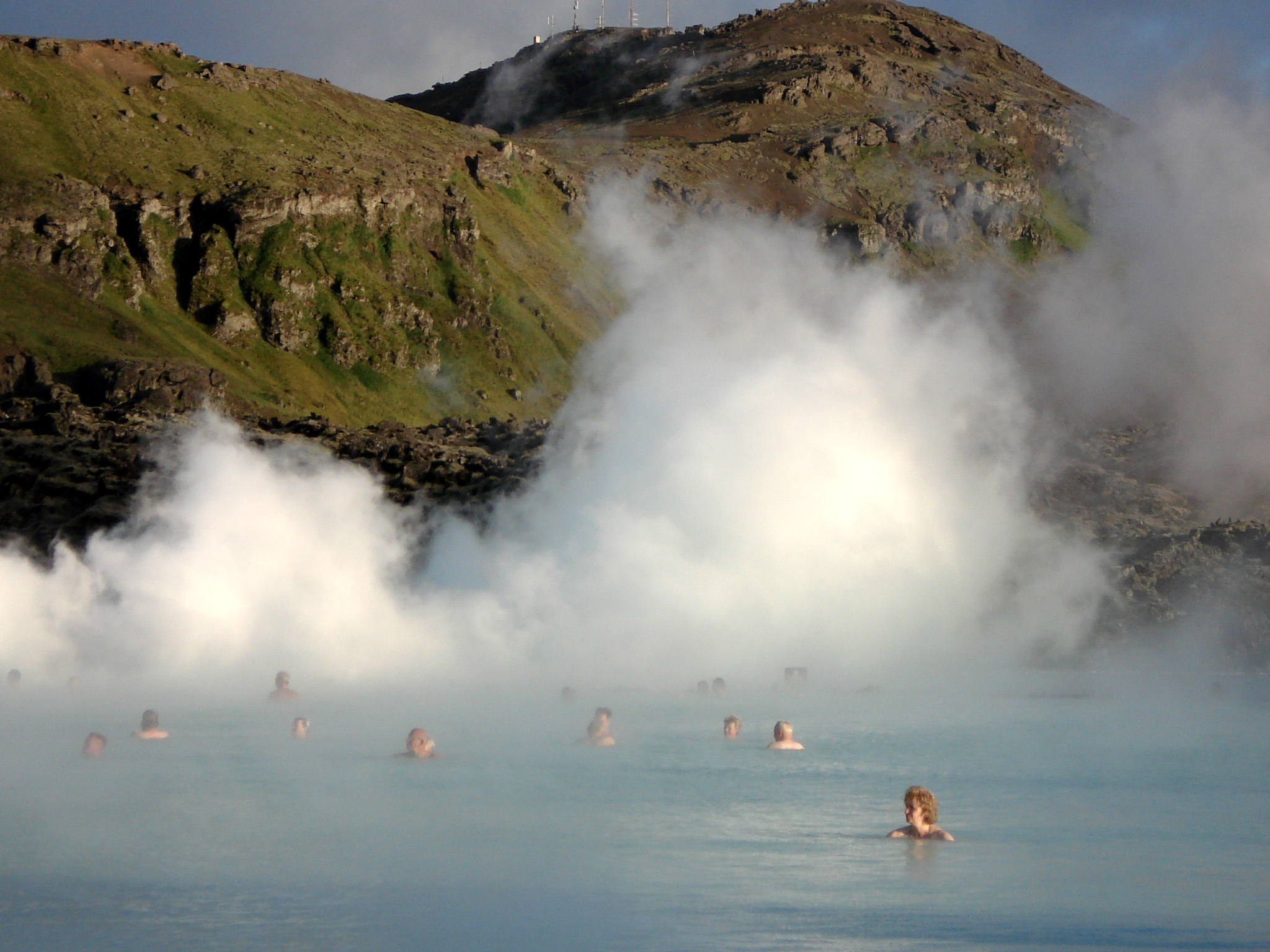
De blauwe lagune

The Blue Lagoon (IJslands: Bláa Lónið; "de blauwe lagune") is een geothermisch zwembad en resort ten noorden van Grindavík in zuidwest IJsland.
Het bad, of eigenlijk een kunstmatig meer, ligt in een oud met mossen begroeid lavaveld. Het water heeft een temperatuur van 39 graden Celsius en bevat ongeveer 2,5% zout. Het warme water is een bijproduct van de geothermische energiecentrale van Svartsengi die zo’n 21.000 huishoudens in het westen van het schiereiland Reykjanes van elektriciteit en verwarming voorziet. Het water is rijk aan mineralen, silicaten en blauwwieren die het een lichtblauwe, bijna opalescerende kleur geven. De mineralen die een kleiachtige afzetting op de bodem vormen zorgen er ook voor dat het water niet in het poreuze lavaveld wegzakt en een meer kon vormen. Het bad trekt veel mensen met de huidziekte psoriasis omdat het water een helende werking zou hebben. Het bad is een van de grootste toeristische trekpleisters van IJsland.
De lagune registreerde 1,3 miljoen bezoekers in 2017 tegen 919.000 bezoekers in 2015. Het bedrijf had een omzet van € 102 miljoen en een winst van € 31 miljoen in 2017. Het heeft meer dan 600 werknemers.

## Vulkanische dreiging
De Svartsengi-centrale en Blue Lagoon liggen op het schiereiland Reykjanes waar na een rustperiode van 800 jaar sinds 2021 weer vulkaanuitbarstingen voorkomen. Tot 2023 gebeurde dat in het ongecultiveerde Fagradalshraun-systeem, acht kilometer ten oosten van de Blue Lagoon. Maar ook het vulkaansysteem Eldvörp-Svartsengi ten noorden van Grindavik heeft meerdere keren ondergrondse magma-activiteit vertoond. In de periode december 2021 - januari 2022 stolde het magma na een reeks magmabevingen onder de grond en kwam het niet tot een uitbarsting.
Vanaf 25 oktober 2023 begon een zwerm aardbevingen en rees de grond rond de Blue Lagoon door opbouwen van een sill zeven centimeter in tien dagen tijds, en werd begin november voor een eruptie gevreesd. Een uitbarsting op die plaats zou de Blue Lagoon en de centrale zwaar kunnen beschadigingen of zelfs vernietigen. Nadat er in de nacht van 8 op 9 november na een reeks aardbevingen tot magnitude 5,1 paniek in de hotels van de Blue Lagoon was uitgebroken sloot de Blue Lagoon de volgende dag voor de duur van ten minste een week haar deuren. Een dag later zou ook het dorp Grindavik worden geëvacueerd wegens de dreiging van een mogelijke uitbarsting aldaar. Er voltrok zich daar die dagen een verzakkingsramp. Halverwege november 2023 was de verwachting dat de vulkaan ongeveer 1,5 km ten oosten van de centrale zou uitbarsten en werd begonnen met het aanleggen van een dijk die eventuele lavastromen richting de centrale en de Blue Lagoon moet bijsturen dan wel afremmen. Op 19 november bleek zich opnieuw in hoog tempo magma in de sill onder de Blue Lagoon op te hopen.
Begin december bleken het gebied rond de Svartsengi-centrale en de Blue Lagoon tijdens deze seismische episode een meter westwaarts en 25 centimeter noordwaarts te zijn geschoven.
Toen half december nog geen uitbarsting had plaatsgevonden en alles iets rustiger leek werd het bad (maar niet de hotels) op 17 december heropend. Gasten mochten alleen per bus naar de Blue Lagoon om een verkeerschaos bij een evacuatie te voorkomen.
De vreugde was van korte duur. Op de avond van 18 december, na sluitingstijd, begon er weer een aardbevingszwerm. Twee uur daarna scheurde de aarde open en begon de uitbarsting, op enkele kilometers ten oosten van de centrale en Blue Lagoon. Doordat de lava voornamelijk naar het noordoosten stroomde, raakten deze niet beschadigd. De uitbarsting duurde minder dan drie dagen, maar er bleef zich daarna magma onder het gebied verzamelen en meer uitbarstingen werden verwacht. Daarom heeft de Blue Lagoon in de week daarop alarmhoorns voor ontruimingssignalen besteld.
Op 6 januari 2024 werd de Blue Lagoon gedeeltelijk heropend. Na de uitbarsting op 14 januari 2024 werd het complex korte tijd weer gesloten. Op 8 februari 2024 barstte het systeem uit, een half uur nadat de bijbehorende aardbevingen waren begonnen, terwijl de evacuatie van de hotels nog in volle gang was. Een deel van de hoofdweg naar het complex werd later die dag door de lava vernietigd. Op 15 februari ging de Blue Lagoon weer open, bezoekers moeten wel tientallen kilometers omrijden. De enige toegestane route naar de Blue Lagoon is over route 425 langs de zuidwestkaap van Reykjanes richting Grindavík en vlak voor Grindavík de binnendoorweg, westelijk om de berg Thorbjörn, naar de Blue Lagoon. 
Op 16 maart 2024 barstte de vulkaan weer uit. Deze keer waren er nauwelijks aardbevingen waardoor de uitbarsting pas twee minuten van tevoren duidelijk werd. De evacuatie begon pas nadat de lava bij Sundhnúkar uit de grond spoot. Deze uitbarsting is ook langduriger. Op 20 maart werd een medewerker van de Blue Lagoon in het ziekenhuis opgenomen met vergiftigingsklachten ten gevolge van het vulkaangas zwaveldioxide. De medewerker was daar aan het werk, maar de Blue Lagoon was niet geopend.
Op 6 april, terwijl de eruptie nog gaande was, mocht de Blue Lagoon onder voorwaarden weer open. Er zijn gasmeters geïnstalleerd en bij hogere waarden vulkaangassen wordt er geëvacueerd.
In juni 2024 stroomde er wat lava over de beschermingswal ten noordoosten van de Svartsengi-centrale. Er werd met man en macht gewerkt aan het verhogen van de wal en verdere overstroming kon worden voorkomen. Door de veranderingen in het landschap rond de plaats waar de vulkaan meermaals uitbarstte, wordt het risico voor de centrale steeds groter. Zonder deze centrale verdwijnt uiteindelijk het warme water uit de Blue Lagoon.
Op 21 november 2024 ging het parkeerterrein van de Blue Lagoon, dat buiten de omwalling van het Svartsengigebied ligt, samen met een opslaggebouw verloren toen er lava overheen stroomde.